# Temporada 1960 de Fórmula 1
La temporada 1960 de Fórmula 1 fue la 11.ª del Campeonato Mundial de Fórmula 1 de la FIA. Se disputó entre el 7 de febrero y el 20 de noviembre. El campeonato consistió en 10 carreras, nueve de Fórmula 1 más la Indianápolis 500, disputada bajo las reglas de la AAA y puntuable por última vez para el Campeonato de Pilotos. Se cancelaron además 2 Grandes Premios (Alemania y Marruecos). Jack Brabham ganó su segundo título consecutivo; asimismo, su equipo Cooper-Climax ganó por segunda vez consecutiva el Campeonato de Constructores.

## Resumen de la temporada
Último año de los motores de 2.5 litros, dominado por Jack Brabham con Cooper y los monoplazas de motor trasero de Lotus, Porsche y BRM, que vencieron a los coches de motor delantero de Scarab o Aston Martin.
A la postre, esta victoria de Ferrari sería la última de un monoplaza de motor delantero.
El sistema de puntuación cambió; se eliminó el punto por vuelta rápida y se amplió el número puestos puntuables en carrera hasta el 6.º.
1960 fue la última temporada en que las 500 Millas de Indianápolis fueron puntuables para el Campeonato Mundial de Pilotos.

## Escuderías y pilotos
| Escudería                                       | Chasis        | Chasis    | Motor                   | Pilotos                   | Rondas          |
| ----------------------------------------------- | ------------- | --------- | ----------------------- | ------------------------- | --------------- |
| Camoradi International                          | Behra-Porsche | RSK       | Porsche 547/3 1.5 F4    | Masten Gregory            | 1               |
| Camoradi International                          | Behra-Porsche | RSK       | Porsche 547/3 1.5 F4    | Fred Gamble               | 9               |
| Scuderia Centro Sud                             | Cooper        | T51       | Maserati 250S 2.5 L4    | Roberto Bonomi            | 1               |
| Scuderia Centro Sud                             | Cooper        | T51       | Maserati 250S 2.5 L4    | Carlos Menditéguy         | 1               |
| Scuderia Centro Sud                             | Cooper        | T51       | Maserati 250S 2.5 L4    | Masten Gregory            | 2, 4, 6-8       |
| Scuderia Centro Sud                             | Cooper        | T51       | Maserati 250S 2.5 L4    | Ian Burgess               | 2, 6-7, 10      |
| Scuderia Centro Sud                             | Cooper        | T51       | Maserati 250S 2.5 L4    | Maurice Trintignant       | 2, 4, 6, 10     |
| Scuderia Centro Sud                             | Cooper        | T51       | Maserati 250S 2.5 L4    | Mário de Araújo Cabral    | 8               |
| Scuderia Centro Sud                             | Cooper        | T51       | Maserati 250S 2.5 L4    | Alfonso Thiele            | 9               |
| Scuderia Centro Sud                             | Cooper        | T51       | Maserati 250S 2.5 L4    | Wolfgang von Trips        | 10              |
| Giorgio Scarlatti                               | Maserati      | 250F      | Maserati 250F1 2.5 L6   | Giorgio Scarlatti         | 1               |
| Nasif Estéfano                                  | Maserati      | 250F      | Maserati 250F1 2.5 L6   | Nasif Estéfano            | 1               |
| Antonio Creus                                   | Maserati      | 250F      | Maserati 250F1 2.5 L6   | Antonio Creus             | 1               |
| Gino Munaron                                    | Maserati      | 250F      | Maserati 250F1 2.5 L6   | Gino Munaron              | 1               |
| Cooper Car Company                              | Cooper        | T51 T53   | Climax FPF 2.5 L4       | Bruce McLaren             | 1-2, 4-8, 10    |
| Cooper Car Company                              | Cooper        | T51 T53   | Climax FPF 2.5 L4       | Jack Brabham              | 1-2, 4-8, 10    |
| Cooper Car Company                              | Cooper        | T51 T53   | Climax FPF 2.5 L4       | Chuck Daigh               | 7               |
| Cooper Car Company                              | Cooper        | T51 T53   | Climax FPF 2.5 L4       | Ron Flockhart             | 10              |
| Team Lotus                                      | Lotus         | 18 16     | Climax FPF 2.5 L4       | Innes Ireland             | 1-2, 4-8, 10    |
| Team Lotus                                      | Lotus         | 18 16     | Climax FPF 2.5 L4       | Alan Stacey               | 1-2, 4-5        |
| Team Lotus                                      | Lotus         | 18 16     | Climax FPF 2.5 L4       | Alberto Rodríguez Larreta | 1               |
| Team Lotus                                      | Lotus         | 18 16     | Climax FPF 2.5 L4       | John Surtees              | 2, 7-8, 10      |
| Team Lotus                                      | Lotus         | 18 16     | Climax FPF 2.5 L4       | Jim Clark                 | 4-8, 10         |
| Team Lotus                                      | Lotus         | 18 16     | Climax FPF 2.5 L4       | Ron Flockhart             | 6               |
| Scuderia Ferrari                                | Ferrari       | 246       | Ferrari 155 2.4 V6      | Cliff Allison             | 1-2             |
| Scuderia Ferrari                                | Ferrari       | 246       | Ferrari 155 2.4 V6      | Phil Hill                 | 1-2, 4-9        |
| Scuderia Ferrari                                | Ferrari       | 246       | Ferrari 155 2.4 V6      | Wolfgang von Trips        | 1-2, 4-8        |
| Scuderia Ferrari                                | Ferrari       | 246       | Ferrari 155 2.4 V6      | José Froilán González     | 1               |
| Scuderia Ferrari                                | Ferrari       | 246       | Ferrari 155 2.4 V6      | Richie Ginther            | 4, 9            |
| Scuderia Ferrari                                | Ferrari       | 246       | Ferrari 155 2.4 V6      | Willy Mairesse            | 5-6, 9          |
| Scuderia Ferrari                                | Ferrari       | 246 P     | Ferrari 171 2.4 V6      | Richie Ginther            | 2               |
| Scuderia Ferrari                                | Ferrari       | 246 P     | Ferrari 1.5 V6          | Wolfgang von Trips        | 9               |
| Ecurie Bleue                                    | Cooper        | T51       | Climax FPF 2.2 L4       | Harry Schell              | 1               |
| R.R.C. Walker Racing Team                       | Lotus         | 18        | Climax FPF 2.5 L4       | Stirling Moss             | 2, 4-5, 8, 10   |
| R.R.C. Walker Racing Team                       | Cooper        | T51       | Climax FPF 2.5 L4       | Stirling Moss             | 1               |
| R.R.C. Walker Racing Team                       | Cooper        | T51       | Climax FPF 2.5 L4       | Maurice Trintignant       | 1               |
| R.R.C. Walker Racing Team                       | Cooper        | T51       | Climax FPF 2.5 L4       | Lance Reventlow           | 7               |
| Owen Racing Organisation                        | BRM           | P25 P48   | BRM P25 2.5 L4          | Jo Bonnier                | 1-2, 4-8, 10    |
| Owen Racing Organisation                        | BRM           | P25 P48   | BRM P25 2.5 L4          | Graham Hill               | 1-2, 4-8, 10    |
| Owen Racing Organisation                        | BRM           | P25 P48   | BRM P25 2.5 L4          | Dan Gurney                | 2, 4-8, 10      |
| Ettore Chimeri                                  | Maserati      | 250F      | Maserati 250F1 2.5 L6   | Ettore Chimeri            | 1               |
| Fred Tuck Cars                                  | Cooper        | T51       | Climax FPF 2.5 L4       | Bruce Halford             | 2               |
| Fred Tuck Cars                                  | Cooper        | T51       | Climax FPF 2.5 L4       | Lucien Bianchi            | 6-7             |
| High Efficiency Motors C.T. Atkins              | Cooper        | T51       | Climax FPF 2.5 L4       | Roy Salvadori             | 2, 10           |
| High Efficiency Motors C.T. Atkins              | Cooper        | T51       | Climax FPF 2.5 L4       | Jack Fairman              | 7               |
| Yeoman Credit Racing Team                       | Cooper        | T51       | Climax FPF 2.5 L4       | Chris Bristow             | 2, 4-5          |
| Yeoman Credit Racing Team                       | Cooper        | T51       | Climax FPF 2.5 L4       | Tony Brooks               | 2, 4-5, 7-8, 10 |
| Yeoman Credit Racing Team                       | Cooper        | T51       | Climax FPF 2.5 L4       | Henry Taylor              | 4, 6-8, 10      |
| Yeoman Credit Racing Team                       | Cooper        | T51       | Climax FPF 2.5 L4       | Olivier Gendebien         | 5-8, 10         |
| Yeoman Credit Racing Team                       | Cooper        | T51       | Climax FPF 2.5 L4       | Bruce Halford             | 6               |
| Yeoman Credit Racing Team                       | Cooper        | T51       | Climax FPF 2.5 L4       | Phil Hill                 | 10              |
| J.B. Naylor                                     | JBW           | 59        | Maserati 250S 2.5 L4    | Brian Naylor              | 2, 7, 9-10      |
| Scuderia Eugenio Castellotti                    | Cooper        | T51       | Castellotti 2.5 L4      | Gino Munaron              | 2, 6-7, 9       |
| Scuderia Eugenio Castellotti                    | Cooper        | T51       | Castellotti 2.5 L4      | Giorgio Scarlatti         | 2, 9            |
| Scuderia Eugenio Castellotti                    | Cooper        | T51       | Castellotti 2.5 L4      | Giulio Cabianca           | 9               |
| Reventlow Automobiles Inc.                      | Scarab        | F1        | Scarab 2.5 L4           | Chuck Daigh               | 2, 4-6, 10      |
| Reventlow Automobiles Inc.                      | Scarab        | F1        | Scarab 2.5 L4           | Lance Reventlow           | 2, 4-5          |
| Reventlow Automobiles Inc.                      | Scarab        | F1        | Scarab 2.5 L4           | Richie Ginther            | 6               |
| David Brown Corporation                         | Aston Martin  | DBR4 DBR5 | Aston Martin RB6 2.5 L6 | Roy Salvadori             | 4, 7            |
| David Brown Corporation                         | Aston Martin  | DBR4 DBR5 | Aston Martin RB6 2.5 L6 | Maurice Trintignant       | 7               |
| Ecurie Maarsbergen                              | Cooper        | T51       | Climax FPF 1.5 L4       | Carel Godin de Beaufort   | 4               |
| Taylor-Crawley Racing Team                      | Lotus         | 18        | Climax FPF 2.5 L4       | Mike Taylor               | 5               |
| Equipe Nationale Belge                          | Cooper        | T45       | Climax FPF 2.5 L4       | Lucien Bianchi            | 5               |
| Vandervell Products                             | Vanwall       | VW 11     | Vanwall 254 2.5 L4      | Tony Brooks               | 6               |
| Robert Bodle Ltd                                | Lotus         | 16        | Climax FPF 2.5 L4       | David Piper               | 6-7             |
| Gilby Engineering                               | Cooper        | T45       | Maserati 250S 2.5 L4    | Keith Greene              | 7               |
| Arthur Owen                                     | Cooper        | T45       | Climax FPF 2.2 L4       | Arthur Owen               | 9               |
| Wolfgang Seidel                                 | Cooper        | T45       | Climax FPF 1.5 L4       | Wolfgang Seidel           | 9               |
| Scuderia Colonia                                | Cooper        | T43       | Climax FPF 1.5 L4       | Piero Drogo               | 9               |
| H.H. Gould                                      | Maserati      | 250F      | Maserati 250F1 2.5 L6   | Horace Gould              | 9               |
| Dr Ing F. Porsche KG Porsche System Engineering | Porsche       | 718/2     | Porsche 547/3 1.5 F4    | Edgar Barth               | 9               |
| Dr Ing F. Porsche KG Porsche System Engineering | Porsche       | 718/2     | Porsche 547/3 1.5 F4    | Hans Herrmann             | 9               |
| Equipe Prideaux/Dick Gibson                     | Cooper        | T43       | Climax FPF 1.5 L4       | Vic Wilson                | 9               |
| Joe Lubin                                       | Maserati      | 250F      | Maserati 250S 2.5 L4    | Bob Drake                 | 10              |
| Jim Hall                                        | Lotus         | 18        | Climax FPF 2.5 L4       | Jim Hall                  | 10              |
| Fred Armbruster                                 | Cooper        | T51       | Ferrari 107 2.5 L4      | Pete Lovely               | 10              |

## Resultados
| Carrera                           | Fecha           | Circuito          | Piloto ganador | Constructor ganador | Resultados |
| --------------------------------- | --------------- | ----------------- | -------------- | ------------------- | ---------- |
| Gran Premio de Argentina          | 7 de febrero    | Buenos Aires      | Bruce McLaren  | Cooper-Climax       | Resultados |
| Gran Premio de Mónaco             | 29 de mayo      | Mónaco            | Stirling Moss  | Lotus-Climax        | Resultados |
| Indianápolis 500                  | 30 de mayo      | Indianápolis      | Jim Rathmann   | Watson-Offenhauser  | Resultados |
| Gran Premio de los Países Bajos   | 6 de junio      | Zandvoort         | Jack Brabham   | Cooper-Climax       | Resultados |
| Gran Premio de Bélgica            | 19 de junio     | Spa-Francorchamps | Jack Brabham   | Cooper-Climax       | Resultados |
| Gran Premio de Francia            | 3 de julio      | Reims             | Jack Brabham   | Cooper-Climax       | Resultados |
| Gran Premio de Gran Bretaña       | 16 de julio     | Silverstone       | Jack Brabham   | Cooper-Climax       | Resultados |
| Gran Premio de Portugal           | 14 de agosto    | Boavista          | Jack Brabham   | Cooper-Climax       | Resultados |
| Gran Premio de Italia             | 4 de septiembre | Monza             | Phil Hill      | Ferrari             | Resultados |
| Gran Premio de los Estados Unidos | 20 de noviembre | Riverside         | Stirling Moss  | Lotus-Climax        | Resultados |

## Clasificaciones

### Sistema de puntuación
- Puntuaban los seis primeros de cada carrera. Se aumentaba el número de vehículos que puntuaban, y continuará así hasta la temporada 2003.
- A partir de esta temporada, y hasta la temporada 2019, se elimina el punto obtenido por la vuelta rápida.
- Para el campeonato de pilotos solo contabilizaban los seis mejores resultados obtenidos por cada competidor.
- Para el campeonato de constructores, solamente puntuaba el monoplaza mejor clasificado, aunque fuera de una escudería privada.
- Las 500 Millas de Indianápolis no contabilizan para el campeonato de constructores, aunque sí para el de pilotos.

| Posición | 1.º | 2.º | 3.º | 4.º | 5.º | 6.ª |
| Puntos   | 8   | 6   | 4   | 3   | 2   | 1   |

### Campeonato de Pilotos
| Pos. | Piloto                    | ARG      | MON | 500 | NED | BEL | FRA | GBR | POR | ITA | USA | Puntos  |
| ---- | ------------------------- | -------- | --- | --- | --- | --- | --- | --- | --- | --- | --- | ------- |
| 1    | Jack Brabham              | Ret      | DSQ |     | 1   | 1   | 1   | 1   | 1   |     | 4   | 43      |
| 2    | Bruce McLaren             | 1        | 2   |     | Ret | 2   | 3   | (4) | 2   |     | 3   | 34 (37) |
| 3    | Stirling Moss             | 3‡ / Ret | 1   |     | 4   | DNS |     |     | DSQ |     | 1   | 19      |
| 4    | Innes Ireland             | 6        | 9   |     | 2   | Ret | 7   | 3   | 6   |     | 2   | 18      |
| 5    | Phil Hill                 | 8        | 3   |     | Ret | 4   | 12  | 7   | Ret | 1   | 6   | 16      |
| 6    | Olivier Gendebien         |          |     |     |     | 3   | 2   | 9   | 7   |     | 12  | 10      |
| 7    | Wolfgang von Trips        | 5        | 8   |     | 5   | Ret | 11  | 6   | 4   | 5   | 9   | 10      |
| 8    | Jim Rathmann              |          |     | 1   |     |     |     |     |     |     |     | 8       |
| 9    | Richie Ginther            |          | 6   |     | 6   |     | DNS |     |     | 2   |     | 8       |
| 10   | Jim Clark                 |          |     |     | Ret | 5   | 5   | 16  | 3   |     | 16  | 8       |
| 11   | Tony Brooks               |          | 4   |     | Ret | Ret | Ret | 5   | 5   |     | Ret | 7       |
| 12   | John Surtees              |          | Ret |     |     |     |     | 2   | Ret |     | Ret | 6       |
| 13   | Cliff Allison             | 2        | DNQ |     |     |     |     |     |     |     |     | 6       |
| 14   | Rodger Ward               |          |     | 2   |     |     |     |     |     |     |     | 6       |
| 15   | Graham Hill               | Ret      | 7   |     | 3   | Ret | Ret | Ret | Ret |     | Ret | 4       |
| 16   | Willy Mairesse            |          |     |     |     | Ret | Ret |     |     | 3   |     | 4       |
| 17   | Paul Goldsmith            |          |     | 3   |     |     |     |     |     |     |     | 4       |
| 18   | Joakim Bonnier            | 7        | 5   |     | Ret | Ret | Ret | Ret | Ret |     | 5   | 4       |
| 19   | Henry Taylor              |          |     |     | 7   |     | 4   | 8   |     |     | 14  | 3       |
| 20   | Carlos Menditéguy         | 4        |     |     |     |     |     |     |     |     |     | 3       |
| 21   | Don Branson               |          |     | 4   |     |     |     |     |     |     |     | 3       |
| 22   | Giulio Cabianca           |          |     |     |     |     |     |     |     | 4   |     | 3       |
| 23   | Johnny Thomson            |          |     | 5   |     |     |     |     |     |     |     | 2       |
| 24   | Lucien Bianchi            |          |     |     |     | 6   | Ret | Ret |     |     |     | 1       |
| 25   | Ron Flockhart             |          |     |     |     |     | 6   |     |     |     | Ret | 1       |
| 26   | Eddie Johnson             |          |     | 6   |     |     |     |     |     |     |     | 1       |
| 27   | Hans Herrmann             |          |     |     |     |     |     |     |     | 6   |     | 1       |
| NC   | Maurice Trintignant       | 3‡       | Ret |     | Ret |     | Ret | 11  |     |     | 15  | 0       |
| NC   | Lloyd Ruby                |          |     | 7   |     |     |     |     |     |     |     | 0       |
| NC   | Edgar Barth               |          |     |     |     |     |     |     |     | 7   |     | 0       |
| NC   | Jim Hall                  |          |     |     |     |     |     |     |     |     | 7   | 0       |
| NC   | Roy Salvadori             |          | Ret |     | DNS |     |     | Ret |     |     | 8   | 0       |
| NC   | Bruce Halford             |          | DNQ |     |     |     | 8   |     |     |     |     | 0       |
| NC   | Bob Veith                 |          |     | 8   |     |     |     |     |     |     |     | 0       |
| NC   | Carel Godin de Beaufort   |          |     |     | 8   |     |     |     |     |     |     | 0       |
| NC   | Piero Drogo               |          |     |     |     |     |     |     |     | 8   |     | 0       |
| NC   | Masten Gregory            | 12       | DNQ |     | DNS |     | 9   | 14  | Ret |     |     | 0       |
| NC   | Alberto Rodríguez Larreta | 9        |     |     |     |     |     |     |     |     |     | 0       |
| NC   | Bud Tingelstad            |          |     | 9   |     |     |     |     |     |     |     | 0       |
| NC   | Wolfgang Seidel           |          |     |     |     |     |     |     |     | 9   |     | 0       |
| NC   | Dan Gurney                |          | NC  |     | Ret | Ret | Ret | 10  | Ret |     |     | 0       |
| NC   | Chuck Daigh               |          | DNQ |     | DNS | Ret | DNS | Ret |     |     | 10  | 0       |
| NC   | Ian Burgess               |          | DNQ |     |     |     | 10  | Ret |     |     | Ret | 0       |
| NC   | José Froilán González     | 10       |     |     |     |     |     |     |     |     |     | 0       |
| NC   | Bob Christie              |          |     | 10  |     |     |     |     |     |     |     | 0       |
| NC   | Fred Gamble               |          |     |     |     |     |     |     |     | 10  |     | 0       |
| NC   | Roberto Bonomi            | 11       |     |     |     |     |     |     |     |     |     | 0       |
| NC   | Red Amick                 |          |     | 11  |     |     |     |     |     |     |     | 0       |
| NC   | Pete Lovely               |          |     |     |     |     |     |     |     |     | 11  | 0       |
| NC   | David Piper               |          |     |     |     |     | Ret | 12  |     |     |     | 0       |
| NC   | Duane Carter              |          |     | 12  |     |     |     |     |     |     |     | 0       |
| NC   | Gino Munaron              | 13       |     |     |     |     | Ret | 15  |     | Ret |     | 0       |
| NC   | Brian Naylor              |          | DNQ |     |     |     |     | 13  |     | Ret | Ret | 0       |
| NC   | Bill Homeier              |          |     | 13  |     |     |     |     |     |     |     | 0       |
| NC   | Bob Drake                 |          |     |     |     |     |     |     |     |     | 13  | 0       |
| NC   | Nasif Estéfano            | 14       |     |     |     |     |     |     |     |     |     | 0       |
| NC   | Gene Hartley              |          |     | 14  |     |     |     |     |     |     |     | 0       |
| NC   | Chuck Stevenson           |          |     | 15  |     |     |     |     |     |     |     | 0       |
| NC   | Bobby Grim                |          |     | 16  |     |     |     |     |     |     |     | 0       |
| NC   | Alan Stacey               | Ret      | Ret |     | Ret | Ret |     |     |     |     |     | 0       |
| NC   | Chris Bristow             |          | Ret |     | Ret | Ret |     |     |     |     |     | 0       |
| NC   | Giorgio Scarlatti         | Ret      | DNQ |     |     |     |     |     |     | Ret |     | 0       |
| NC   | Lance Reventlow           |          | DNQ |     | DNS | Ret |     | DNS |     |     |     | 0       |
| NC   | Harry Schell              | Ret      |     |     |     |     |     |     |     |     |     | 0       |
| NC   | Ettore Chimeri            | Ret      |     |     |     |     |     |     |     |     |     | 0       |
| NC   | Antonio Creus             | Ret      |     |     |     |     |     |     |     |     |     | 0       |
| NC   | Shorty Templeman          |          |     | Ret |     |     |     |     |     |     |     | 0       |
| NC   | Jim Hurtubise             |          |     | Ret |     |     |     |     |     |     |     | 0       |
| NC   | Jimmy Bryan               |          |     | Ret |     |     |     |     |     |     |     | 0       |
| NC   | Troy Ruttman              |          |     | Ret |     |     |     |     |     |     |     | 0       |
| NC   | Eddie Sachs               |          |     | Ret |     |     |     |     |     |     |     | 0       |
| NC   | Don Freeland              |          |     | Ret |     |     |     |     |     |     |     | 0       |
| NC   | Tony Bettenhausen         |          |     | Ret |     |     |     |     |     |     |     | 0       |
| NC   | Wayne Weiler              |          |     | Ret |     |     |     |     |     |     |     | 0       |
| NC   | A. J. Foyt                |          |     | Ret |     |     |     |     |     |     |     | 0       |
| NC   | Eddie Russo               |          |     | Ret |     |     |     |     |     |     |     | 0       |
| NC   | Johnny Boyd               |          |     | Ret |     |     |     |     |     |     |     | 0       |
| NC   | Gene Force                |          |     | Ret |     |     |     |     |     |     |     | 0       |
| NC   | Jim McWithey              |          |     | Ret |     |     |     |     |     |     |     | 0       |
| NC   | Len Sutton                |          |     | Ret |     |     |     |     |     |     |     | 0       |
| NC   | Al Herman                 |          |     | Ret |     |     |     |     |     |     |     | 0       |
| NC   | Dempsey Wilson            |          |     | Ret |     |     |     |     |     |     |     | 0       |
| NC   | Dick Rathmann             |          |     | Ret |     |     |     |     |     |     |     | 0       |
| NC   | Jack Fairman              |          |     |     |     |     |     | Ret |     |     |     | 0       |
| NC   | Keith Greene              |          |     |     |     |     |     | Ret |     |     |     | 0       |
| NC   | Mário de Araújo Cabral    |          |     |     |     |     |     |     | Ret |     |     | 0       |
| NC   | Alfonso Thiele            |          |     |     |     |     |     |     |     | Ret |     | 0       |
| NC   | Vic Wilson                |          |     |     |     |     |     |     |     | Ret |     | 0       |
| NC   | Arthur Owen               |          |     |     |     |     |     |     |     | Ret |     | 0       |
| NC   | Mike Taylor               |          |     |     |     | DNS |     |     |     |     |     | 0       |
| NC   | Horace Gould              |          |     |     |     |     |     |     |     | DNS |     | 0       |
| Pos. | Piloto                    | ARG      | MON | 500 | NED | BEL | FRA | GBR | POR | ITA | USA | Puntos  |

| Color      | Resultado                          |
| ---------- | ---------------------------------- |
| Oro        | Ganador                            |
| Plata      | 2.º puesto                         |
| Bronce     | 3.er puesto                        |
| Verde      | Finalizó en los puntos             |
| Azul       | Finalizó sin puntos                |
| Azul       | NC - No clasificado                |
| Violeta    | Ret - No terminó                   |
| Rojo       | DNQ - No se clasificó              |
| Rojo       | DNPQ - No se preclasificó          |
| Negro      | DSQ - Descalificado                |
| Blanco     | DNS - No empezó                    |
| Blanco     | WD - Retirado                      |
| Blanco     | C - Carrera cancelada              |
| Azul claro | TD - Entrenamientos libres (2003-) |
| Sin color  | DNP - Inscrito, pero no participó  |
| Sin color  | INJ - Inscrito, pero lesionado     |
| Sin color  | EX - Excluido                      |

| Estado  | Resultado                                                                             |
| ------- | ------------------------------------------------------------------------------------- |
| Negrita | Pole position                                                                         |
| Cursiva | Vuelta rápida                                                                         |
| 1-8     | Posiciones puntuables de clasificación sprint (2021-)                                 |
| †       | No acabó el Gran Premio, pero fue clasificado ya que completó el porcentaje necesario |
| ‡       | Monoplaza compartido                                                                  |
| ~       | Se otorgó la mitad de puntos ya que no se cumplió con el 75% de la carrera            |
| ≠       | No obtuvo puntos ya que era piloto invitado                                           |
| F2      | Inscrito para carrera de Fórmula 2, no sumaba puntos                                  |

#### Leyenda adicional
- Las puntuaciones sin paréntesis corresponden al cómputo oficial del Campeonato
  - La suma de la puntuación únicamente de los 6 mejores resultados del Campeonato, sin tener en cuenta los puntos que se hubieran obtenido en el resto de carreras.
- Las puntuaciones (entre paréntesis) corresponden al cómputo total de puntos obtenidos
  - La suma de la puntuación de todos los resultados del Campeonato, incluyendo los puntos obtenidos en carreras que no son computados para la clasificación final.

### Estadísticas del Campeonato de Pilotos
| Pos. | Piloto                    | N.º | País           | Puntos  | Victorias | Podios | Poles |
| ---- | ------------------------- | --- | -------------- | ------- | --------- | ------ | ----- |
| 1    | Jack Brabham              | 2   | Australia      | 43      | 5         | 5      | 3     |
| 2    | Bruce McLaren             | 3   | Nueva Zelanda  | 34 (37) | 1         | 6      |       |
| 3    | Stirling Moss             | 5   | Reino Unido    | 19      | 2         | 2      | 4     |
| 4    | Innes Ireland             | 10  | Reino Unido    | 18      |           | 3      |       |
| 5    | Phil Hill                 | 9   | Estados Unidos | 16      | 1         | 2      | 1     |
| 6    | Olivier Gendebien         | 7   | Bélgica        | 10      |           | 2      |       |
| 7    | Wolfgang von Trips        | 26  | Alemania       | 10      |           |        |       |
| 8    | Jim Clark                 | 12  | Reino Unido    | 8       |           | 1      |       |
| 9    | Richie Ginther            | 18  | Estados Unidos | 8       |           | 1      |       |
| 10   | Jim Rathmann              | 4   | Estados Unidos | 8       | 1         | 1      |       |
| 11   | Tony Brooks               | 6   | Reino Unido    | 7       |           |        |       |
| 12   | Cliff Allison             | 32  | Reino Unido    | 6       |           | 1      |       |
| 13   | Rodger Ward               | 1   | Estados Unidos | 6       |           | 1      |       |
| 14   | John Surtees              | 18  | Reino Unido    | 6       |           | 1      | 1     |
| 15   | Maurice Trintignant       | 18  | Francia        | 4       |           | 1      |       |
| 16   | Paul Goldsmith            | 99  | Estados Unidos | 4       |           | 1      |       |
| 17   | Graham Hill               | 17  | Reino Unido    | 4       |           | 1      |       |
| 18   | Jo Bonnier                | 15  | Suecia         | 4       |           |        |       |
| 19   | Willy Mairesse            | 16  | Bélgica        | 4       |           | 1      |       |
| 20   | Giulio Cabianca           | 2   | Italia         | 3       |           |        |       |
| 21   | Don Branson               | 7   | Estados Unidos | 3       |           |        |       |
| 22   | Henry Taylor              | 8   | Estados Unidos | 3       |           |        |       |
| 23   | Carlos Menditéguy         | 6   | Argentina      | 3       |           |        |       |
| 24   | Johnny Thomson            | 3   | Estados Unidos | 2       |           |        |       |
| 25   | Ron Flockhart             | 4   | Reino Unido    | 1       |           |        |       |
| 26   | Eddie Johnson             | 22  | Estados Unidos | 1       |           |        |       |
| 27   | Lucien Bianchi            | 24  | Bélgica        | 1       |           |        |       |
| 28   | Hans Herrmann             | 26  | Alemania       | 1       |           |        |       |
| NC   | Jimmy Bryan               | 10  | Estados Unidos |         |           |        |       |
| NC   | Wolfgang Seidel           | 10  | Alemania       |         |           |        |       |
| NC   | Wayne Weiler              | 32  | Estados Unidos |         |           |        |       |
| NC   | Vic Wilson                | 30  | Sudáfrica      |         |           |        |       |
| NC   | Troy Ruttman              | 28  | Estados Unidos |         |           |        |       |
| NC   | Tony Bettenhausen         | 2   | Estados Unidos |         |           |        |       |
| NC   | Johnny Boyd               | 8   | Estados Unidos |         |           |        |       |
| NC   | Shorty Templeman          | 26  | Estados Unidos |         |           |        |       |
| NC   | Roy Salvadori             | 14  | Reino Unido    |         |           |        |       |
| NC   | Roberto Bonomi            | 4   | Argentina      |         |           |        |       |
| NC   | Keith Greene              | 54  | Reino Unido    |         |           |        |       |
| NC   | Nasif Estéfano            | 10  | Argentina      |         |           |        |       |
| NC   | Lance Reventlow           | 28  | Reino Unido    |         |           |        |       |
| NC   | Ettore Chimeri            | 44  | Venezuela      |         |           |        |       |
| NC   | Len Sutton                | 9   | Estados Unidos |         |           |        |       |
| NC   | Lloyd Ruby                | 98  | Estados Unidos |         |           |        |       |
| NC   | Mário de Araújo Cabral    | 32  | Portugal       |         |           |        |       |
| NC   | Masten Gregory            | 30  | Estados Unidos |         |           |        |       |
| NC   | Red Amick                 | 27  | Estados Unidos |         |           |        |       |
| NC   | Piero Drogo               | 12  | Italia         |         |           |        |       |
| NC   | Mike Taylor               | 50  | Estados Unidos |         |           |        |       |
| NC   | José Froilán González     | 32  | Argentina      |         |           |        |       |
| NC   | Bob Christie              | 38  | Estados Unidos |         |           |        |       |
| NC   | Gene Force                | 37  | EE. UU.        |         |           |        |       |
| NC   | Chris Bristow             | 36  | Reino Unido    |         |           |        |       |
| NC   | Carel Godin de Beaufort   | 20  | Países Bajos   |         |           |        |       |
| NC   | Bud Tingelstad            | 18  | Estados Unidos |         |           |        |       |
| NC   | Bruce Halford             | 48  | Reino Unido    |         |           |        |       |
| NC   | Brian Naylor              | 21  | Reino Unido    |         |           |        |       |
| NC   | Chuck Stevenson           | 65  | Estados Unidos |         |           |        |       |
| NC   | Bob Veith                 | 44  | Estados Unidos |         |           |        |       |
| NC   | Dan Gurney                | 24  | Estados Unidos |         |           |        |       |
| NC   | Bill Homeier              | 39  | Estados Unidos |         |           |        |       |
| NC   | Antonio Creus             | 12  | España         |         |           |        |       |
| NC   | Alfonso Thiele            | 34  | Uruguay        |         |           |        |       |
| NC   | Alberto Rodríguez Larreta | 46  | Argentina      |         |           |        |       |
| NC   | Alan Stacey               | 16  | Reino Unido    |         |           |        |       |
| NC   | Al Herman                 | 76  | Estados Unidos |         |           |        |       |
| NC   | A. J. Foyt                | 5   | Estados Unidos |         |           |        |       |
| NC   | Bobby Grim                | 14  | Estados Unidos |         |           |        |       |
| NC   | Edgar Barth               | 24  | Alemania       |         |           |        |       |
| NC   | Jim Hurtubise             | 56  | Estados Unidos |         |           |        |       |
| NC   | Jack Fairman              | 23  | Reino Unido    |         |           |        |       |
| NC   | Ian Burgess               | 19  | Reino Unido    |         |           |        |       |
| NC   | Harry Schell              | 34  | Estados Unidos |         |           |        |       |
| NC   | Giorgio Scarlatti         | 36  | Italia         |         |           |        |       |
| NC   | Gino Munaron              | 4   | Italia         |         |           |        |       |
| NC   | Chuck Daigh               | 23  | Estados Unidos |         |           |        |       |
| NC   | Fred Gamble               | 28  | Estados Unidos |         |           |        |       |
| NC   | Jim McWithey              | 16  | Estados Unidos |         |           |        |       |
| NC   | Eddie Sachs               | 6   | Estados Unidos |         |           |        | 1     |
| NC   | Eddie Russo               | 46  | Estados Unidos |         |           |        |       |
| NC   | Duane Carter              | 17  | Estados Unidos |         |           |        |       |
| NC   | Don Freeland              | 73  | Estados Unidos |         |           |        |       |
| NC   | Dick Rathmann             | 97  | Estados Unidos |         |           |        |       |
| NC   | Dempsey Wilson            | 59  | Estados Unidos |         |           |        |       |
| NC   | David Piper               | 26  | Reino Unido    |         |           |        |       |
| NC   | Gene Hartley              | 48  | Estados Unidos |         |           |        |       |

### Campeonato de Constructores
| Pos. | Constructor           | ARG | MON | NED | BEL | FRA | GBR | POR | ITA | USA | Puntos  |
| ---- | --------------------- | --- | --- | --- | --- | --- | --- | --- | --- | --- | ------- |
| 1    | Cooper-Climax         | 1   | (2) | 1   | 1   | 1   | 1   | 1   | 8   | (3) | 48 (58) |
| 2    | Lotus-Climax          | (6) | 1   | 2   | 5   | (5) | 2   | 3   |     | 1   | 34 (37) |
| 3    | Ferrari               | 2   | 3   | 5   | 4   | 11  | (6) | 4   | 1   |     | 26 (27) |
| 4    | BRM                   | 7   | 5   | 3   | Ret | Ret | 10  | Ret |     | 5   | 8       |
| 5    | Cooper-Maserati       | 4   | Ret | Ret |     | 9   | 14  | Ret | Ret | 9   | 3       |
| 6    | Cooper-Castellotti    |     | DNQ |     |     | Ret | 15  |     | 4   | 11  | 3       |
| 7    | Porsche               |     |     |     |     |     |     |     | 6   |     | 1       |
| NC   | Behra-Porsche-Porsche | 12  |     |     |     |     |     |     | 10  |     | 0       |
| NC   | Scarab                | WD  | DNQ | DNS | Ret | DNS |     |     |     | 10  | 0       |
| NC   | Aston Martin          |     |     | DNS |     |     | 11  |     |     |     | 0       |
| NC   | Maserati              | 13  |     |     |     |     |     |     | DNS | 13  | 0       |
| NC   | JBW-Maserati          |     | DNQ |     |     |     | 13  |     | Ret |     | 0       |
| NC   | Vanwall               |     |     |     |     | Ret |     |     |     |     | 0       |
| Pos. | Constructor           | ARG | MON | NED | BEL | FRA | GBR | POR | ITA | USA | Puntos  |

Leyenda adicional
- En negrita, los 6 mejores resultados computables para el Campeonato de Constructores
- Entre (paréntesis), el cómputo total de puntos obtenidos